# Dimension X (NBC)
Pour les articles homonymes, voir Dimension X.
Dimension X était une émission de radio de la NBC diffusée du 8 avril 1950  au 29 septembre 1951. Les treize premiers épisodes ont été diffusés en direct et les trente-sept suivant ont été préenregistrés. Fred Wiehe et Edward King étaient les réalisateurs et Norman Rose était à la fois le présentateur et le narrateur.

## Aperçu
Dimension X n'a pas été la première série de science-fiction pour adultes à la radio, mais l'acquisition d'histoires publiées précédemment la rapidement mise en avant. Les écrivains choisis étaient déjà célèbre à leur époque, on a ainsi : Isaac Asimov, Robert Bloch, Ray Bradbury, Fredric Brown, Robert A. Heinlein, Murray Leinster, H. Beam Piper, Frank M. Robinson, Clifford D. Simak, William Tenn, Jack Vance, Kurt Vonnegut, Jack Williamson et Donald A. Wollheim. Ernest Kinoy et George Lefferts ont adapté la plupart des histoires et ont également fourni des scripts originaux.
M. Keith écrit dans Science Fiction Television (2004):
Ce n'est qu'en 1950 que la science-fiction à la radio a vraiment pris son envol, au même moment qu'elle faisait ses débuts à la télévision. Les programmes de radio tels que 2000 Plus de MBS et Dimension X de NBC étaient des séries d'anthologie qui offraient une variété de contes sur la technologie du futur avec un accent particulier sur l'exploration spatiale (et les invasions extraterrestres entre autres), bien que les deux séries révèlent l'angoisse des gens au sujet des nouvelles technologies.
La série a ouvert avec l'adaptation "The Outer Limit" de Graham Doar par Ernest Kinoy tiré de The Saturday Evening Post (24 décembre 1949). Une semaine après, le 15 avril 1950, le programme présente l'histoire la plus célèbre de Jack Williamson, With Folded Hands (en), publiée dans le numéro de juillet 1947 de Analog Science Fiction and Fact.
Avec une interruption de cinq mois entre janvier et juin 1951, la série a duré 17 mois. Les 50 épisodes de la série peuvent encore être entendus aujourd'hui. Plus tard, X Minus One (1955-1958) a réutilisé certains acteurs et plusieurs scripts de Dimension X.

## Écouter en ligne
[Les 50 épisodes en ligne]

## Liste des épisodes
| Épisode | Titre                                    | Auteur                                                                                             | Date d'émission    |
| ------- | ---------------------------------------- | -------------------------------------------------------------------------------------------------- | ------------------ |
| 1       | "The Outer Limit"                        | Graham Doar (adapté par Ernest Kinoy)                                                              | 8 avril 1950       |
| 2       | "With Folded Hands"                      | Jack Williamson (adapté par John Dunkel)                                                           | 15 avril 1950      |
| 3       | "Report on the Barnhouse Effect"         | Kurt Vonnegut (adapté par Claris A. Ross)                                                          | 22 avril 1950      |
| 4       | "No Contact"                             | George Lefferts (Une histoire de George Lefferts & Ernest Kinoy)                                   | 29 avril 1950      |
| 5       | "Knock"                                  | Fredric Brown (adapté par Ernest Kinoy)                                                            | 6 mai 1950         |
| 6       | "Almost Human"                           | Robert Bloch (adapté par George Lefferts)                                                          | 13 mai 1950        |
| 7       | "The Lost Race"                          | Murray Leinster (adapté par Ernest Kinoy de l'histoire "The Lost")                                 | 20 mai 1950        |
| 8       | "To the Future"                          | adapté par Ernest Kinoy de "The Fox and the Forest" par Ray Bradbury                               | 27 mai 1950        |
| 9       | "The Embassy"                            | Donald A. Wollheim (adapté par George Lefferts)                                                    | 3 juin 1950        |
| 10      | "The Green Hills of Earth"               | Robert A. Heinlein (adapté par Ernest Kinoy)                                                       | 10 juin 1950       |
| 11      | "There Will Come Soft Rains / Zero Hour" | Ray Bradbury (adapté par George Lefferts)                                                          | 17 juin 1950       |
| 12      | "Destination Moon"                       | Robert A. Heinlein (adapté directement du film de George Pal)                                      | 24 juin 1950       |
| 13      | "A Logic Named Joe"                      | Murray Leinster (adapté par Claris A. Ross)                                                        | 1er juillet 1950   |
| 14      | "Mars Is Heaven!"                        | Ray Bradbury (adapté par Ernest Kinoy)                                                             | 7 juillet 1950     |
| 15      | "The Man in the Moon"                    | George Lefferts                                                                                    | 14 juillet 1950    |
| 16      | "Beyond Infinity"                        | Villiers Gerson                                                                                    | 21 juillet 1950    |
| 17      | "The Potters of Firsk"                   | Jack Vance (adapté par Ernest Kinoy)                                                               | 28 juillet 1950    |
| 18      | "Perigi's Wonderful Dolls"               | George Lefferts                                                                                    | 4 août 1950        |
| 19      | "The Castaways"                          | Ernest Kinoy (une histoire de Ernest Kinoy & George Lefferts)                                      | 11 août 1950       |
| 20      | "The Martian Chronicles"                 | Ray Bradbury (adapté par Ernest Kinoy)                                                             | 18 août 1950       |
| 21      | "The Parade"                             | George Lefferts                                                                                    | 25 août 1950       |
| 22      | "The Roads Must Roll"                    | Robert A. Heinlein (adapté par Ernest Kinoy)                                                       | 1er septembre 1950 |
| 23      | "The Outer Limit"                        | Graham Doar (adapté par Ernest Kinoy)                                                              | 8 septembre 1950   |
| 24      | "Hello Tomorrow"                         | George Lefferts                                                                                    | 15 septembre 1950  |
| 25      | "Dr. Grimshaw's Sanitorium"              | Fletcher Pratt (adapté par George Lefferts)                                                        | 22 septembre 1950  |
| 26      | "And the Moon Be Still as Bright"        | Ray Bradbury (adapté par Ernest Kinoy)                                                             | 29 septembre 1950  |
| 27      | "No Contact"                             | George Lefferts (une histoire de George Lefferts & Ernest Kinoy; rediffusion du 29 avril 1950)     | 28 octobre 1950    |
| 28      | "The Professor Was a Thief"              | L. Ron Hubbard (adapté par George Lefferts)                                                        | 5 novembre 1950    |
| 29      | "Shanghaied"                             | Ernest Kinoy                                                                                       | 12 novembre 1950   |
| 30      | "Competition"                            | Edna Mayne Hull (adapté par Ernest Kinoy)                                                          | 19 novembre 1950   |
| 31      | "Universe"                               | Robert A. Heinlein (adapté par George Lefferts)                                                    | 26 novembre 1950   |
| 32      | "The Green Hills of Earth"               | Robert A. Heinlein (adapté par George Lefferts; rediffusion du 10 juin 1950)                       | 24 décembre 1950   |
| 33      | "Mars Is Heaven!"                        | Ray Bradbury (adapté par Ernest Kinoy; rebroadcast of July 7, 1950, program)                       | 7 janvier 1951     |
| 34      | "The Martian Death March"                | Ernest Kinoy                                                                                       | 14 janvier 1951    |
| 35      | "The Last Objective"                     | Paul Carter (adapté par Ernest Kinoy)                                                              | 3 juin 1951        |
| 36      | "Nightmare"                              | Stephen Vincent Benet (D'a près le poème "The Revolt of the Machines"; adapté par George Lefferts) | 10 juin 1951       |
| 37      | "Pebble in the Sky"                      | Isaac Asimov (adapté par Ernest Kinoy)                                                             | 17 juin 1951       |
| 38      | "Child's Play"                           | William Tenn (adapté par George Lefferts)                                                          | 21 juin 1951       |
| 39      | "Time and Time Again"                    | H. Beam Piper (adapté par Ernest Kinoy)                                                            | 12 juillet 1951    |
| 40      | "Dwellers in Silence"                    | Ray Bradbury (adapté par George Lefferts)                                                          | 19 juillet 1951    |
| 41      | "Courtesy"                               | Clifford D. Simak (adapté par George Lefferts)                                                     | 26 juillet 1951    |
| 42      | "Universe"                               | Robert A. Heinlein (adapté par George Lefferts; rediffusion du 26 novembre 1950)                   | 2 août 1951        |
| 43      | "The Veldt"                              | Ray Bradbury (adapté par Ernest Kinoy)                                                             | 9 août 1951        |
| 44      | "The Vital Factor"                       | Nelson S. Bond (adapté par Howard Rodman)                                                          | 16 août 1951       |
| 45      | "Untitled Story"                         | Frank M. Robinson (adapté par George Lefferts)                                                     | 23 août 1951       |
| 46      | "Marionettes, Inc."                      | Ray Bradbury (adapté par George Lefferts)                                                          | 30 août 1951       |
| 47      | "First Contact"                          | Murray Leinster (adapté par Howard Rodman)                                                         | 8 septembre 1951   |
| 48      | "Kaleidoscope"                           | Ray Bradbury (adapté par George Lefferts)                                                          | 15 septembre 1951  |
| 49      | "Requiem"                                | Robert A. Heinlein (adapté par Ernest Kinoy)                                                       | 22 septembre 1951  |
| 50      | "Nightfall"                              | Isaac Asimov (adapté par Ernest Kinoy)                                                             | 29 septembre 1951  |